# Liste de chutes météoriques observées en France
Cet article recense la liste par ordre alphabétique des chutes météoriques observées en France et suffisamment documentées pour que leurs chutes soient officialisées.

## Contexte et historique des recensions
Les météorites sont des objets extraterrestres nommés météoroïdes dont des fragments atteignent la surface de la Terre. Certains de ces objets sont observés par des témoins ou des appareils automatiques alors qu'ils se déplacent dans l'atmosphère. Les météorites sont ensuite possiblement recueillies.
En France ont été découvertes, entre 1492 (année de la chute de la plus ancienne météorite recueillie, la météorite d'Ensisheim) et 2011, 72 météorites (65 « chutes » et 7 « trouvailles »), 64 chutes étant collectées rien qu'au XIXe siècle grâce à l'observation des paysans de la France encore rurale.
Il se produit actuellement en moyenne une dizaine de chutes par an (avec des écarts de 5 à 25 chutes par an) mais 75 % disparaissent pour cause de météorologie, de la nature du terrain de chute et sur les 25 % restantes peu sont collectées, d'autant plus que lorsque les chercheurs parviennent à déterminer le point de chute de la météorite, ils ne révèlent pas son emplacement de peur d’attiser les ardeurs des chasseurs de météorites. Aussi on en trouve en moyenne seulement une tous les dix ans depuis le XXe siècle, les gens observant de moins en moins le ciel. En 2011, après la chute de la météorite de Draveil, les scientifiques ont lancé le projet d'installer des caméras observant le ciel de tous les départements français aboutissant fin mai 2016 à l'installation des cent caméras du réseau FRIPON.

## Liste des chutes en France
Il s'agit des météorites reconnues tombées sur le sol de la France métropolitaine[réf. souhaitée] depuis 1492  Les météorites plus anciennes (d'époque préhistorique, comme celle de Saint-Aubin) ou mal référencées (Caille) n'y figurent pas. 
| Commune                        | Département          | Date            | Commentaire |
| ------------------------------ | -------------------- | --------------- | --- |
| Agen                           | Lot-et-Garonne       | 1814            | |
| Aire-sur-la Lys                | Pas-de-Calais        | 1769            | |
| Alès                           | Gard                 | 1806            | La météorite d'Alais (ancien nom d'Alès) est la première chondrite carbonée identifiée, et encore aujourd'hui l'une des très rares chondrites CI connues.          |
| Alby-sur-Chéran                | Haute-Savoie         | 2002            | Troisième chute en France au XXIe siècle, officiellement reconnue comme la 70e et la première des deux Savoie.                                                     |
| Angers                         | Maine-et-Loire       | 1822            | |
| Apt                            | Vaucluse             | 1803            | |
| Asco                           | Corse                | 1808            | |
| Aubrès                         | Drôme                | 1836            | |
| Aumières                       | Lozère               | 1842            | |
| Ausson                         | Haute-Garonne        | 1858            | |
| Bacqueville                    | Haute-Normandie      | 1999            | |
| Barbotan                       | Gers                 | 1790            | |
| Bettrechies                    | Nord                 | 1934            | |
| Beuste                         | Pyrénées-Atlantiques | 1859            | |
| Bouvante                       | Drôme                | 1978            | |
| Chantonnay                     | Vendée               | 1812            | |
| Charsonville                   | Loiret               | 1810            | |
| Chassigny                      | Haute-Marne          | 1815            | La météorite de Chassigny est la première météorite martienne identifiée.                                                                                          |
| Château-Renard                 | Loiret               | 1841            | |
| Châteauroux                    | Indre                | 2015            | |
| Chitenay                       | Loir-et-Cher         | 1978            | |
| Cléguérec                      | Morbihan             | 1869            | La météorite est nommée météorite de Kernouve (ou de Kernouvé, de Keranroue, de Keranroué), du nom d'un hameau de la commune.                                      |
| Clohars-Fouesnant              | Finistère            | 1822            | |
| Cormeilles                     | Val-d'Oise           | 2006            | |
| Draveil                        | Essonne              | 13 juillet 2011 | Classée 65e chute observée en France. |
| Ensisheim                      | Haut-Rhin            | 1492            | La météorite d'Ensisheim est la plus ancienne chute de météorite répertoriée en Europe.                                                                            |
| Épinal                         | Vosges               | 1822            | |
| Esnandes                       | Charente-Maritime    | 1837            | |
| Favars                         | Aveyron              | 1844            | |
| Galapian                       | Lot-et-Garonne       | 1826            | |
| Granes                         | Aude                 | 1964            | |
| Henvic                         | Finistère            | 1991            | |
| Jonzac                         | Charente-Maritime    | 1819            | |
| Juvinas                        | Ardèche              | 15 juin 1821    | |
| Kérilis                        | Côtes-d'Armor        | 1874            | |
| Kermichel                      | Morbihan             | 1911            | |
| La Bécasse                     | Indre                | 1879            | |
| Laborel                        | Drôme                | 1871            | |
| La Chaux                       | Saone-et-Loire       | 1846            | |
| L'Aigle                        | Orne                 | 1803            | |
| Lancé                          | Loir-et-Cher         | 1872            | |
| Lançon                         | Bouches-du-Rhône     | 1897            | |
| Le Grand Lucé                  | Sarthe               | 1768            | |
| Le Pressoir                    | Indre-et-Loire       | 1845            | |
| Les Ormes                      | Yonne                | 1857            | |
| Le Teilleul                    | Manche               | 1845            | |
| Luponnas                       | Ain                  | 1753            | |
| Marmande                       | Lot-et-Garonne       | 1948            | |
| Mascombe                       | Corrèze              | 1836            | |
| Mezel                          | Puy-de-Dôme          | 1949            | La météorite de Mezel est une chondrite de type L6. |
| Mont-Dieu                      | Ardennes             | 1994            | |
| Montferré                      | Aude                 | 1966            | |
| Montlivaut                     | Loir-et-Cher         | 1838            | |
| Mont Vaisi                     | Alpes-Maritimes      | 1637            | |
| Mornans                        | Drôme                | 1875            | |
| Nancy                          | Meurthe-et-Moselle   | 1875            | |
| Orgueil                        | Tarn-et-Garonne      | 1864            | La météorite d'Orgueil est la plus grosse des sept météorites connues du groupe CI ; et la première dans laquelle on a retrouvé des acides aminés extraterrestres. |
| Ornans                         | Doubs                | 1868            | |
| Plancy-l'Abbaye                | Aube                 | 2003            | |
| Quinçay                        | Vienne               | 1951            | |
| Saint-Caprais-de-Quinsac       | Gironde              | 1883            | |
| Saint-Chinian                  | Hérault              | 1959            | |
| Saint-Christophe-la-Chartreuse | Vendée               | 1841            | dite aussi de Rocheservière.(commune de rattachement) |
| Sainte-Marguerite-en-Commines  | Nord                 | 1962            | |
| Saint-Germain-le-Pinel         | Ille-et-Vilaine      | 1890            | |
| Saint-Mesmin                   | Aube                 | 1866            | |
| Saint-Ouen-en-Champagne        | Sarthe               | 1799            | |
| Saint-Sauveur                  | Haute-Garonne        | 1914            | |
| Saint-Séverin                  | Charente             | 1966            | |
| Salles                         | Rhône                | 1798            | |
| Sauguis                        | Pyrénées-Atlantiques | 1868            | |
| Toulouse                       | Haute-Garonne        | 1812            | |
| Villedieu                      | Côte-d'Or            | 1890            | |
| Vouillé                        | Vienne               | 1831            | |